# Enrico Dante

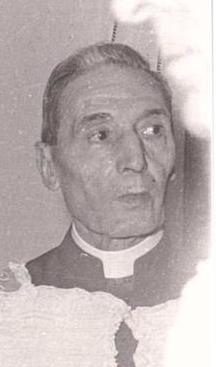
Prälat Enrico Dante (1961)

Kardinalswappen

Enrico Kardinal Dante (* 5. Juli 1884 in Rom, Italien; † 24. April 1967 ebenda) war ein italienischer Geistlicher und Kurienkardinal der römisch-katholischen Kirche.

## Leben
Enrico Dante war Seminarist am Almo Collegio Capranica, nach seinem Studium der Katholischen Theologie und Philosophie an der Päpstlichen Universität Gregoriana in Rom empfing er am 3. Juli 1910 in der Kirche Sant’Apollinare in Rom durch Giuseppe Ceppetelli das Sakrament der Priesterweihe. Anschließend war er an der Rota Romana und dann an der Kongregation Propagande Fide tätig.
Seit 1913 war er als Offizial an der Apostolischen Pönitentiarie tätig. Ab 1914 wirkte er als päpstlicher Zeremoniar und wurde 1923 ebenfalls Mitarbeiter an der Ritenkongregation, wo er 1930 zum Substituten aufstieg. Seit 1943 dann Pro-Sekretär für die Kongregation der Zeremonien und Päpstlicher Hausprälat, wurde er 1947 zum Präfekten der Kongregation für die Zeremonien des Papstes ernannt. Nebenbei war er seit 1959 Pro-Sekretär an der Ritenkongregation, in welcher er am 5. Januar 1960 zum Sekretär ernannt wurde.
Dante war der letzte Zeremonienmeister der Liturgie des päpstlichen Hofes, die durch das Motu proprio Pontificalis Domus vom 15. August 1967 abgeschafft wurde.
Papst Johannes XXIII. ernannte ihn am 28. August 1962 zum Titularbischof von Carpasia und spendete ihm am 21. September desselben Jahres in der Lateranbasilika die Bischofsweihe; Mitkonsekratoren waren die Kurienerzbischöfe und späteren Kurienkardinäle Francesco Carpino und Pietro Parente. Papst Paul VI. nahm ihn am 22. Februar 1965 als Kardinaldiakon mit der Titeldiakonie Sant’Agata dei Goti in das Kardinalskollegium auf.
Enrico Dante starb am frühen Morgen des 24. April 1967 in Rom und wurde in der Kirche Sant’Agata dei Goti beigesetzt.

## Mitgliedschaften
- Mitglied des Malteserordens

## Ehrungen
- 1963: Großoffizier des Verdienstordens der Italienischen Republik